# Banzai-aanval

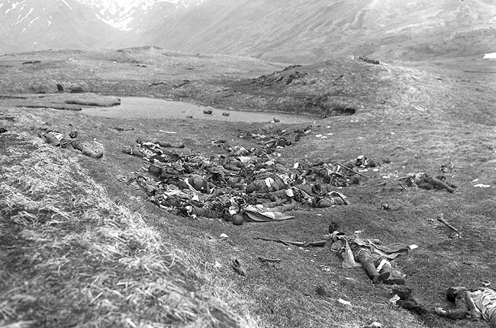
Lijken van Japanse soldaten na een mislukte banzai-aanval tijdens de Slag om Attu, 29 mei 1943.

Een Banzai-aanval (萬歳突撃, Banzai totsugeki) was een aanval van fanatieke Japanse infanteristen tijdens de Tweede Wereldoorlog.

## Geschiedenis
De Japanners vielen de geallieerde troepen aan zonder dat ze op de sterkte van de tegenstander of het eigen slachtofferaantal letten. Het was vaak een wanhopige uitval door verhongerde of gedemoraliseerde troepen. De troepen waren meer bezorgd om de opvolging van de Japanse erecode (Bushido), dan dat tactische overwegingen een rol speelden.
De verliezen tijdens banzai-aanvallen waren erg hoog en de overlevenden pleegden liever zelfmoord (harakiri), dan dat ze zich overgaven en als krijgsgevangene werden geïnterneerd. Het was voor Japanse soldaten een eer om voor de keizer, de levende god, te sterven. De naam Banzai is afkomstig van het feit dat er tijdens deze zelfmoordaanvallen steevast de kreet "banzai" te horen was.